# Horseed Football Club
El Horseed FC es un club de fútbol de Somalia ubicado en la ciudad de Horseed. Fue fundado en 1967 y desapareció en 1993, como consecuencia de la guerra civil, pero regresó con una nueva administración en el 2011.

## Historia
El club fue fundado en 1967 como el representativo de la Fuerza Armada de Somalia, y en ese año en que hubo el primer torneo y se inscribió para participar. En 1972, el equipo consigue su primer campeonato y a partir del año siguiente, cosechó éxitos nunca antes vistos (campeón de la Liga desde 1973-1974 y 1976-1980, campeón de la Copa en 1982-1983 y 1987 y subcampeonato de la Copa CECAFA de Clubes en 1977). En este último, demostró por qué fue el campeón de Somalia y llegó hasta las finales, perdiéndola ante el Luo Union de Kenia por 2-1. Con esto último, Horseed fue el único club somalí que llegó hasta las finales y en cuanto al torneo doméstico, el único en conseguir un pentacampeonato y haber obtenido 8 campeonatos, haciéndolo por ese entonces, el más fuerte del país.
Con el paso del tiempo, el club fue perdiendo protagonismo y hubo una sequía de títulos, sólo pudo conseguir la Copa de Somalia de 1987. A partir de 1988, el equipo pasó a estar en los puestos del medio de la Liga, lo mismo sucedió en 1989 y 1990, año en la por última vez participó.
El club se declaró en quiebra en 1991 con el inicio de la guerra civil y dos más tarde, dejó de existir. En el 2011 bajo una nueva administración, el club retornó a la Primera División de Somalia, liga donde se encuentra actualmente.

## Palmarés
- Primera División de Somalia: 10

1972, 1973, 1974, 1976, 1977, 1978, 1979, 1980, 2021, 2024.
- Copa de Somalia: 9

1982, 1983, 1987, 1983, 1987, 2015, 2019, 2020.
- Supercopa de Somalia: 1

2015
- Copa de Clubes de la CECAFA: 0
  - Subcampeón: 1

1977.

## Participación en competiciones de la CAF
| Temporada | Torneo                       | Ronda      | Club               | Casa | Visita | Global |
| --------- | ---------------------------- | ---------- | ------------------ | ---- | ------ | ------ |
| 2020/21   | Copa Confederación de la CAF | Preliminar | Al-Ittihad Tripoli | 0-3  | 1-4    | 1-7    |
| 2021/22   | Copa Confederación de la CAF | 1          | Azam FC            | 0-1  | 1-3    | 1-4    |
| 2023/24   | Copa Confederación de la CAF | 1          | Arta/Solar7        | 0-3  | 0-3    | 0-6    |
| 2024/25   | Copa Confederación de la CAF | 1          | Rukinzo FC         | 0-0  | 0-2    | 0-2    |